# Weinmannia piurensis
Weinmannia piurensis là một loài thực vật có hoa trong họ Cunoniaceae. Loài này được O.C. Schmidt miêu tả khoa học đầu tiên năm 1931.